# Goodie Mob
Goodie Mob är en amerikansk hiphopgrupp som bildades 1991 i Atlanta, Georgia och består av Cee-Lo, Khujo, T-Mo och Big Gipp.

## Medlemmar
- Cee-Lo (f. Thomas DeCarlo Callaway 30 maj 1974 i Atlanta, Georgia) - sång, keyboard, trummor, musikproduktion (1991-1999, 2007-idag)
- Khujo (f. Willie Edward Knighton, Jr. 13 mars 1972 i Atlanta, Georgia) - sång (1991-idag)
- T-Mo (f. Robert Barnett 2 februari 1972 i Cascade Heights, Georgia) - sång, trum-programmering (1991-idag)
- Big Gipp (f. Cameron Gipp 28 april 1973 i Atlanta, Georgia) - sång (1991-2005, 2005-idag)

## Diskografi
Studioalbum
- 1995 – Soul Food
- 1998 – Still Standing
- 1999 – World Party
- 2004 – One Monkey Don't Stop No Show
- 2005 – Livin' Life as Lumberjacks (som The Lumberjacks)
- 2013 – Age Against the Machine

Samlingsalbum
- 2003 – Dirty South Classics